# Ansitz Schweikertsreuth

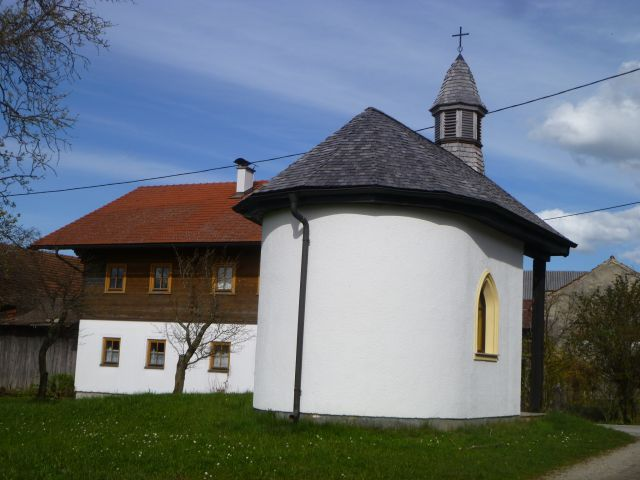
Kapelle des Ansitzes

Der Ansitz Schweikertsreuth lag in dem heutigen Ortsteil Schweigertsreith der Gemeinde Maria Schmolln im Bezirk Braunau am Inn.
Das Schlösschen wird im Urbar von Friedburg von 1363 als sicz Sweykkersrewt des Hanns Sweykkersrewtter erwähnt. Noch 1503 wird ein Hanns Schweikertsrewtter auf Schweikersreut erwähnt. Nach dem Aussterben dieses Geschlechts kam der Sitz als bayerisches Ritterlehen unter Kurfürst Max Emanuel 1691 an die Grafen von Tattenbach-Rheinstein. 1848 besaßen die Erben des Barons von Handel den Besitz und verkauften ihn in der Folge in bäuerliche Hände. Das in ein Bauernhaus umgewandelte Schlösschen existiert heute nicht mehr.
Das Örtchen ist heute wegen der Innviertler Zeche Schweigertsreith von Bedeutung, welche alte Innviertler Traditionen (Landlertanzen, Bandltanz, Maibaumaufstellen, Maschkerergehen) aufrechterhält.